# ベース電力
ベース電力（ベースでんりょく）とは、常に稼動しており、昼間・夜間などの区別なく一定量の発電を行っている電力のこと。ベース供給とも言う。国際的にはベースロード電源という用語が定着している。
ベース電力は原子力発電や火力発電、水の流れをそのまま使う一般水力発電、地熱発電が発電していることが多い。これに対し、一日のうち特に需要が大きい時間帯には、揚水発電や、小規模でボイラの出力調整が容易な火力発電所などが「ピーク電力」として発電が行われる。ベース電力とピーク電力の中間的な役割を果たす電力は「ミドル電力」といい、主に火力発電がこれを担う。
これからの発電で期待できるのは宇宙太陽光発電。発電衛星と受信局の間に送電衛星を中継させることによって、24時間365日発電可能になり、ベース電力として利用されそうである。